# 费歇尔酯化反应
费歇尔酯化反应，又称费歇尔-施派尔酯化反应（Fischer-Speier esterification），是经典酯化反应。即是用羧酸与醇在酸催化下回流反应，生成酯。反应是由德国化学家赫尔曼·埃米尔·费歇尔和阿图尔·施派尔在1895年报道。
多数羧酸都可用此法酯化。醇组分一般是用伯醇或仲醇。叔醇在反应条件下容易发生消除。酚则活泼性太低以至于反应产率不理想。
常用催化剂为硫酸、对甲苯磺酸等质子酸或三氟甲磺酸钪等路易斯酸。对于更为敏感的底物，可加入DCC作为脱水剂提高反应效果。反应一般不加入其它溶剂，有时也在非极性溶剂（如甲苯）进行。反应时间一般为1－10小时，温度60－110°C。

## 反应机理
反应分为几步进行：
1. 酸催化剂将质子转移至羧酸的羰基氧上，增强了羰基碳的亲电性。
2. 醇的氧原子亲核进攻羧酸的羰基碳。
3. 氧鎓离子去质子化。
4. 羟基质子化，生成一个新的鎓离子。
5. 鎓离子消除水，再去质子化，得到酯。